# 台北偶戲館
台北偶戲館位於臺灣臺北市松山區的博物館，專門收藏與展示偶戲文化，鄰近已拆除的京華城購物中心。

## 歷史

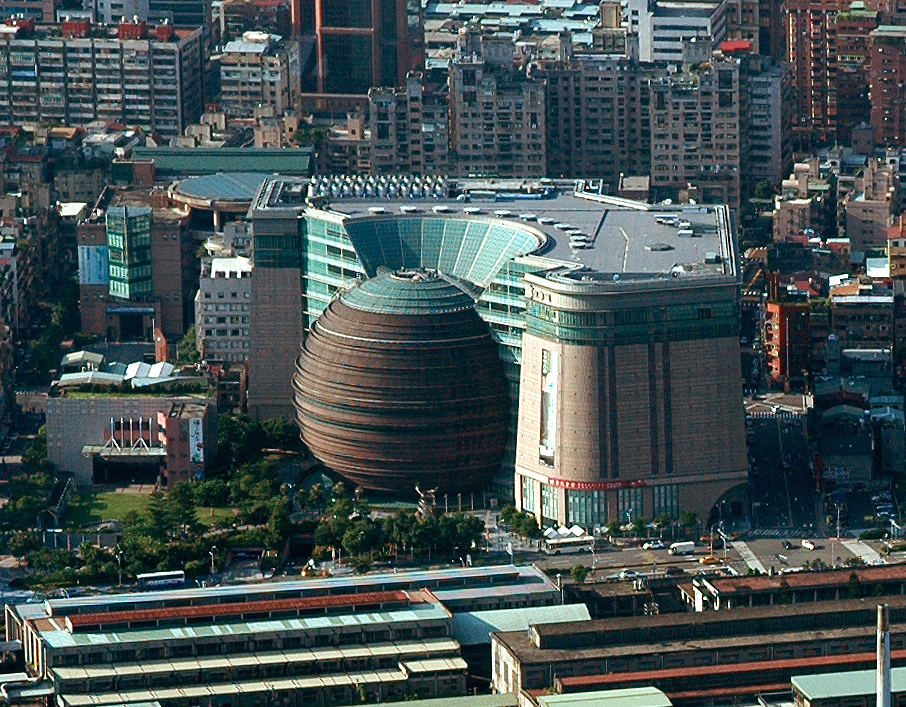
台北偶戲館與一旁京華城購物中心

1998年，臺原藝術文化基金會董事長林經甫捐出數十年個人收藏的戲偶。經過台北市政府文化局規畫決定在威京集團京華城社區回饋計畫案的捐贈用地興建台北偶戲館。台北偶戲館秉持「愛耍創意，愛耍偶」的理念，館內有布袋戲區、皮影戲區、傀儡戲區、特展區、後場音樂區及國寶大師工作坊，

## 外部連結
- 臺北偶戲館—臺北旅遊網
- 台北偶戲館 （页面存档备份，存于）
- 台北偶戲館的Facebook專頁